# Manuel Cardoso
Manuel Cardoso (bautizado el 11 de diciembre de 1566-24 de noviembre de 1650) fue un compositor y organista portugués del período renacentista tardío. Junto a Duarte Lobo y Juan IV de Portugal, representa la edad de oro de la polifonía portuguesa. 

## Biografía
Cardoso nació en Fronteira, cerca de Portalegre, casi con seguridad en 1566. Asistió al Colégio dos Moços do Coro, escuela asociada a la catedral de Évora, donde estudió con Manuel Mendes y Cosme Delgado. En 1588 ingresó a la orden de los carmelitas, tomando sus votos en 1589. A principios de la década de 1620, fue residente en la sede ducal de Vila Viçosa, donde ganó la amistad del duque de Barcelos, quien luego sería coronado Juan IV de Portugal. Durante la mayor parte de su carrera fue compositor y organista residente del convento carmelita de Carmo, en Lisboa.

## Estilo
La obra de Cardoso tomó como modelo las composiciones polifónicas de Palestrina, y está escrita en un estilo preciso y refinado, independiente del desarrollo del barroco en cualquier otro lugar de Europa. Su estilo tiene mucho en común con el de Victoria, especialmente en su cuidadoso tratamiento de las consonancias y disonancias, frecuente inclusión de antífonas, y contradicciones cromáticas curiosamente comunes a los compositores ingleses e ibéricos de la época.

## Obra
Se conservan tres libros de misas. Muchas de sus composiciones se basan en motetes escritos por Juan IV o por Palestrina. Fueron ampliamente publicadas, a menudo por intercesión real. Muchas de sus obras, entre ellas sus composiciones polifónicas más elaboradas, resultaron destruidas durante el terremoto e incendio de Lisboa de 1755. 

## Discografía
- Frei Manuel Cardoso, Requiem. Tallis Scholars, Peter Phillips. (Gimell CDGIM 021)